# Furtadoa sumatrensis
Furtadoa sumatrensis — вид квіткових рослин родини кліщинцевих (Araceae).

## Поширення
Вид поширений на заході острова Суматра.

## Опис
Ягоди при дозріванні світло-зелені.

## Спосіб життя
Реофіт, тобто рослина, що пристосована до життя у швидкоплинних гірських річках.